# Xike'er Shuiku
Xike'er Shuiku (kinesiska: 西克尔水库) är en reservoar i Kina. Den ligger i den autonoma regionen Xinjiang, i den nordvästra delen av landet, omkring 960 kilometer sydväst om regionhuvudstaden Ürümqi. Xike'er Shuiku ligger 1 166 meter över havet. Arean är 19,3 kvadratkilometer. Omgivningarna runt Xike'er Shuiku är i huvudsak ett öppet busklandskap. Den sträcker sig 4,8 kilometer i nord-sydlig riktning, och 5,9 kilometer i öst-västlig riktning.
Genomsnittlig årsnederbörd är 136 millimeter. Den regnigaste månaden är juli, med i genomsnitt 30 mm nederbörd, och den torraste är december, med 2 mm nederbörd.